# Shōtō Tanemura
Pour les articles homonymes, voir Shōtō.
 (novembre 2019).
Si vous disposez d'ouvrages ou d'articles de référence ou si vous connaissez des sites web de qualité traitant du thème abordé ici, merci de compléter l'article en donnant les références utiles à sa vérifiabilité et en les liant à la section « Notes et références ».
Shōtō Tanemura (種村匠刀, Tanemura Shōtō), né le 28 août 1947 à Matsubushi, dans la préfecture de Saitama au Japon, est un maitre d'art martial japonais. Il reçoit à sa naissance le nom de Tsunehisa Tanemura (種村恒久 Tanemura Tsunehisa), mais il prendra plus tard le nom de Shōtō, qui signifie « la voie du sabre ».

## Biographie

### Enfance et jeunesse
Son père Sadatsune Tanemura est le 17e successeur d'une lignée de samouraï, dont les origines remontent aux empereurs Uda et Seia, et qui est également liée par le sang avec les daimyo des clans Sasaki et Takeda. C'est un expert en kenjutsu (l'art du sabre) et jukenjutsu (l'art de la baïonnette), mais également de plusieurs écoles de jujutsu (Shizen Ryu) et ninjutsu (Takeda Ryu). Suivant la tradition, il commença l'éducation martiale de son fils dès son plus jeune âge.
À partir de ses neuf ans, le jeune Tanemura est entrainé par son père et son grand-oncle paternel, Kakunosuke Yamazaki qui est 8e Dan de Onoha Ittō-ryū. Il s’entraîne quasiment tous les jours aux techniques de combats à main nue et au sabre. C'est un entrainement très rude; il se déroule en plein air, les étudiants sont pieds nus par n'importe quel temps. Régulièrement, alors qu'il s'est évanoui à la suite d'un coup, on lui jette un seau d'eau froide pour lui signifier de reprendre son entrainement immédiatement.
Il commence l'étude du Shindo Muso Ryu Kenpo sous la férule de Seishiro Saito sensei à l'âge de quinze ans. C'est pendant ses années de lycée que sa quête des arts martiaux véritables va naître et prendre forme. C'est à cette période également, qu'il a la chance d'être initié à l'Asayama Ichiden Ryu, au Takagi Yoshin Ryu jujutsu, au Takagi Yoshin Ryu koppo jutsu et à plusieurs autres école anciennes d'arts martiaux japonais.
Son entrainement est tellement intense qu'il reçoit son menkyo kaiden de Shinden Fudo Ryu et Kukishin Ryu à l'âge de vingt ans.
Alors qu'il est à l'université, on lui présente Sato Kinbei. Bien que Sato ait enseigné les arts martiaux à un grand nombre d'élèves, peu (à commencer par Tanemura dans un premier temps) savent qu'il a été l'élève de Toshitsugu Takamatsu. C'est n'est que dix ans plus tard que Tanemura redécouvrira Sato, au moment où ayant pris ses distances d'avec son professeur de l'époque il commence le Genbukan. Il reçoit auprès de lui un kuden spécial (enseignement oral secret), et au cours de l'année 1989, Kinbei Sato le désigne comme prochain soke (grand maître) pour le Takagi Yoshin Ryu, le Bokuden Ryu, le Gikan Ryu et le Kukishin Ryu.

### Entrainement et maturité
Chaque fois qu'il a du temps libre, en plus de ses entrainements au dojo, il perfectionne sa technique et ses aptitudes. Ses maitres sont très stricts, et les mouvements cachés au sein des kata ne sont dévoilés qu'un nombre de fois limité. On attend de l'élève qu'il découvre par l'expérience comment animer la technique pour qu'elle fonctionne en situation réelle.
Afin de maitriser pleinement ces techniques, Tanemura les répète des centaines de fois. À la longue, il découvre de nombreux points kuden, rendant sa technique aussi naturelle que des mouvements du quotidien. Comme il habite la campagne, son dojo est des plus vastes ! Tous les arbres, rochers et animaux disponibles sont ses partenaires d'entrainement.
Afin de renforcer ses poings et ses pieds, et de développer sa puissance il frappe sur les arbres et sur les rochers, jusqu'à en avoir les articulations qui saignent et les orteils tétanisés. Plus tard, Takamatsu sensei lui enseignera une façon de se renforcer plus discrète, en lui expliquant qu'un artiste martial ne devait pas se faire remarquer dans un groupe, et que la callosité de ses mains pourrait laisser penser à certaine personne qu'il pratique les arts martiaux. De même que la démarche des budokas modernes en dit long sur leur pratique, alors que dans un combat, moins l'adversaire en sait sur nos forces et nos faiblesses, plus on a de chance de survivre.
Quand la nuit est claire, il s'entraine au yari et au Rokushaku Bo (baton de 2 mètres). Dans les rizières, au milieu des crickets et des mantes religieuses, il regarde fixement le centre de la lune pour accroitre sa précision et perce les feuilles qui volent au vent. Il s'exerce au taisabki en provoquant les animaux pour qu'ils l'attaquent jusqu'à ce que ces derniers abandonnent.

### Études supérieures et mission
Après avoir étudié le droit à l'université d'Hosei, il se pose des questions sur son avenir professionnel, la carrière d'avocat ne l'attire pas, il veut travailler dans la rue afin de protéger les gens grâce à ses connaissances en ninpo et en jujutsu. Alors qu'il vient de prendre sa décision, il a un terrible accident de voiture: un camion broie sa voiture. Ses blessures sont tellement impressionnantes (son visage est notamment touché par de gros éclats de verre) qu'on le déclare mort. À l'hôpital, il prend conscience que sa courte vie va peut être prendre fin et demande l'aide du Ciel. Il promet de changer de remédier à son égoïsme et de consacrer le reste de sa vie à protéger les autres, et à leur apprendre comment se protéger par eux-mêmes.
À l'âge de vingt deux ans, il rejoint le Département de la Police Métropolitaine de Tōkyō. Ses compétences lui sont utiles à de nombreuses reprises, qu'il soit agent de la circulation ou inspecteur. Ses talents lui valent d'être remarqué par ses supérieurs, et bientôt, ils lui accordent d'enseigner le ninpo et le jujutsu aux policiers dans un club d'arts martiaux spécial. Plus tard, il deviendra officiellement instructeur à l'académie de police.
Après quinze ans de services, il ressent le besoin de préserver les arts martiaux authentiques, pas seulement au Japon, mais dans le monde entier. Il quitte son poste de lieutenant de police pour poursuivre sa mission. Peu de temps après avoir quitté la police, il fonde le Genbukan Ninpo Bugei et organise sa propre fédération.
Le 28 novembre 1984, Shoto Tanemura commence avec une poignée d'élèves dans son dojo de Matsubushi. Aujourd'hui, ses instructeurs enseignent à des centaines d'étudiants dans plus de quinze pays, il dirige personnellement des séminaires dans le monde entier.

## Titres officiels
- Président de la World Ninpo Bugei Federation
- Directeur exécutif de la Kokusai Jujutsu Renmei Federation
- Président exécutif de la Japan Jujutsu Federation
- Directeur de la Japan Chinese Martial Art Federation

## Compétences martiales

### Écoles (Ryû-Ha) étudiées par Tanemura Soke
- Hontai Yoshin Takagi Ryu Jujutsu - 18e Soke
- Hontai Kukishin Ryu Bojutsu - 18e Soke
- Gikan Ryu Koppo-Jutsu - 14e Soke
- Asayama Ichiden Ryu Taijutsu - 18e Soke
- Tenshin Hyoho Kukishin-Ryu - 18e Soke
- Amatsu Tatara Bumon & Shumon - 58e Soke
- Shinden Tatara Ryu Taijutsu - 55e Soke
- Shinden Kito Ryu Bojutsu - 55e Soke
- Bokuden Ryu Jujutsu - 15e Soke
- Itten Ryushin Chukai Ryu Jujutsu - 3e Soke
- Hakkesho (art martial chinois) - 5e Denjin
- Araki Shin Ryu - Menkyo Kaiden
- Yagyu Shingan Kacchu Yawara - Menkyo Kaiden
- Tenshin Koryu / Shindo Tenshin Ryu Kenpo - Menkyo Kaiden
- Kijin Chosui Ryu Daken-Taijutsu - Menkyo Kaiden
- Daito Ryu Aiki Jujutsu Yamamoto-Ha - Menkyo Kaiden
- Mugen Shinto Ryu Iai-Jutsu - Menkyo Kaiden
- Shinden Fudo-ryū Daken-Taijutsu Tanemura-Ha - Soke
- Shinden Fudo-ryū Taijutsu Tanemura-Ha - Soke
- Kukishinden Happo Biken-Jutsu Tanemura-Ha - Soke
- Togakure-ryū Ninpo Tanemura-Ha - Soke
- Gyokko-ryū Kosshi-Jutsu Tanemura-Ha - Soke
- Koto Ryu Koppo-Jutsu Tanemura-Ha - Soke

## Sensei
Ci-dessous, une liste de ceux qui ont enseigné à Tanemura.
- Takamatsu Toshitsugu
- Kimura Masaji
- Akimoto Koki
- Sato Kinbei
- Kobayashi
- Masaaki Hatsumi
- Fukumoto Yoshio
- Tanemura Sadatsune